# (3136) Anshan
(3136) Anshan (1981 WD4) – planetoida z pasa głównego asteroid okrążająca Słońce w ciągu 5,65 lat w średniej odległości 3,17 au. Odkryta 18 listopada 1981 roku.